# Jessica Medza Allogo
Jessica Medza Allogo est une chimiste et entrepreneure gabonaise. Elle est la fondatrice de la confiserie artisanale Les Petits pots de l'Ogooué. En 2018, elle est lauréate du Grand Prix de l'excellence Gabon.

## Biographie

### Enfance et débuts
Jessica Medza Allogo est née à Libreville au Gabon. Son père est un haut-fonctionnaire gabonais et sa mère est une psychoéducatrice québécoise.  Elle grandit au Gabon puis quitte le pays pour s'installer au Canada où elle poursuit ses études. Elle fait ses études supérieures d'abord à Polytechnique Montréal, puis à Trois-Rivières où elle obtient un diplôme d'ingénieure en génie chimique. En 2008, elle quitte le Canada et retourne s'installer au Gabon. 

### Carrière
Elle travaille pendant dix ans au sein de l'entreprise pétrolière Total au Gabon et démissionne pour se consacrer à son entreprise.  En 2016, elle lance sa marque de confiture artisanale baptisée Les Petits pots de l'Ogooué et faite à base de produits locaux. 
En 2019, sa marque produit environ 3000 pots de confiture par mois.

## Prix et récompenses
- 2018: Grand Prix de l'Excellence Gabon[4]

### Liens Externes
- Confiqueen